# Élection présidentielle américaine de 1992 au Dakota du Nord
L'élection présidentielle américaine de 1992 dans le Dakota du Nord a eu lieu le 3 novembre 1992, dans le cadre de l'élection présidentielle américaine de 1992. Les électeurs ont choisi trois représentants, ou électeurs du Collège électoral, qui ont voté pour le président et le vice-président.
Le Dakota du Nord a été remporté par le président sortant George H. W. Bush avec 44,22 % des suffrages exprimés, contre le gouverneur de l'Arkansas Bill Clinton avec 32,18 %. L'homme d'affaires Ross Perot a terminé troisième, avec 23,07 % des suffrages exprimés. Clinton a finalement remporté le vote national, battant les présidents sortants Bush et Perot.

## Contexte national
L'élection présidentielle de 1992 a été marquée par une compétition entre le président sortant George H. W. Bush, le gouverneur de l'Arkansas Bill Clinton et le milliardaire indépendant Ross Perot. Avec une économie en récession et une montée du mécontentement envers la classe politique traditionnelle, cette élection a été l'une des plus atypiques de l'histoire récente des États-Unis.

## Résultats
Bush a dominé dans les zones rurales, qui constituent la majorité de l'État. Cependant, Ross Perot a enregistré une performance impressionnante, attirant près d'un quart des électeurs grâce à son message populiste sur la réforme budgétaire et la réduction du déficit.
| Inscrits                 | Inscrits                 | Inscrits                 | 463 415   |             |  |  |
| Abstentions              | Abstentions              | Abstentions              | 148 216   | 31,98 %     |  |  |
| Votants                  | Votants                  | Votants                  | 315 199   | 68,02 %     |  |  |
|                          |                          |                          |           |             |  |  |
| Bulletins enregistrés    | Bulletins enregistrés    | Bulletins enregistrés    | 315 199   |             |  |  |
| Bulletins blancs ou nuls | Bulletins blancs ou nuls | Bulletins blancs ou nuls | 7 066     | 2,24 %      |  |  |
| Suffrages exprimés       | Suffrages exprimés       | Suffrages exprimés       | 308 133   | 97,76 %     |  |  |
|                          |                          |                          |           |             |  |  |
|                          | Candidat                 | Parti                    | Suffrages | Pourcentage |  |  |
|                          | George H. W. Bush        | Parti républicain        | 136 244   | 44,22 %     |  |  |
|                          | Bill Clinton             | Parti démocrate          | 99 168    | 32,18 %     |  |  |
|                          | Ross Perot               | Sans étiquette           | 71 084    | 23,07 %     |  |  |
|                          | Autres candidats         | -                        | 1 637     | 0,53 %      |  |  |

## Analyse
La forte performance de Perot a fragmenté l'électorat, mais elle n'a pas suffi à ébranler la base républicaine solide de l'État.
Bien que Bill Clinton ait amélioré les résultats démocrates par rapport à 1988, il n'a pas réussi à inverser la tendance républicaine. Les questions sociales et économiques locales, ainsi que l'attachement à des politiques conservatrices, ont favorisé Bush.
Malgré sa victoire dans l'État, Bush a subi une défaite nationale face à Bill Clinton, ce qui témoigne d'une scission entre les priorités locales et les dynamiques nationales.